# Blut und Boden

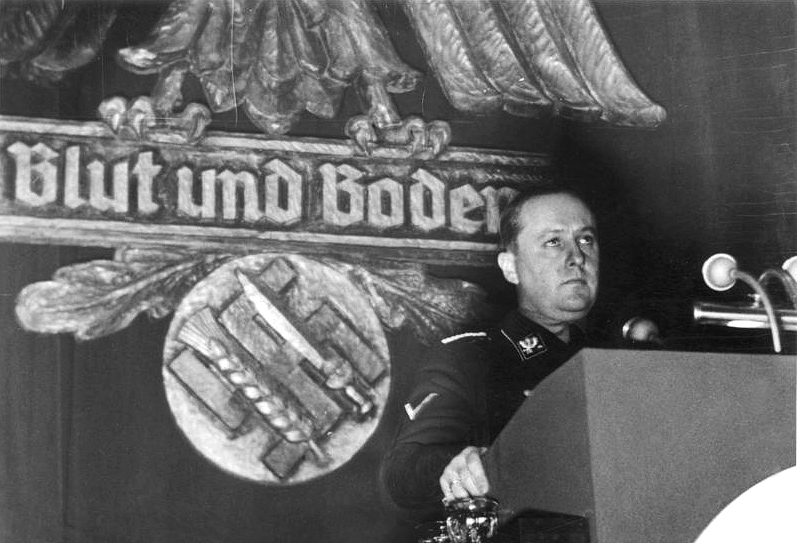
Nationaalsocialist Walther Darré tijdens een toespraak. Op de achtergrond de slogan Blut und Boden

Blut und Boden (Nederlands: Bloed en Bodem) is een begrip dat een verband legt tussen de afstamming (het bloed) en de bodem (die het volk via landbouw kan voeden en die dient als Lebensraum). Het begrip is bekend geworden als centraal bestanddeel van de nationaalsocialistische ideologie.
Het begrip ontstond uit het romantische terugverlangen naar oude tijden van de negentiende eeuw. Het verscheen voor het eerst in het in 1922 verschenen boek Der Untergang des Abendlandes van Oswald Spengler. Hierin is sprake van een Kampf zwischen Blut und Boden um die innere Form einer verpflanzten Tier- und Menschenart („strijd tussen bloed en bodem om het binnenste wezen van een verplante dier- of mensensoort“). Het begrip is door de nazi-ideoloog Walther Darré gebruikt in een uitgave uit 1930 met de titel Neuadel aus Blut und Boden, waarmee hij een relatie legde tussen ras en landbouwpolitiek.
Reeds in september 1933 werd de Blut und Boden-ideologie het uitgangspunt voor het Reichserbhofgesetz, waarin het erfrecht in relatie tot de landbouw geregeld werd en waarin werd vastgelegd dat alleen die persoon boer kon zijn die deutschen oder stammesgleichen Blutes is.
Nazi-eugenetica ·
Arisch ras ·
Rassenhygiëne · 
Voorouderonderzoek ·
Onderzoeksinstituut voor Rassenhygiëne en Bevolkingsbiologie · 

Übermensch ·
Untermensch ·
Germanisering ·
Lebensraum ·
Völkische Bewegung ·
Volksgemeinschaft ·
Blut und Boden
Rassenwetten van Neurenberg ·
Ariërverklaring ·
Niet-Joodverklaring ·
Sterilisatiewet
Lebensborn ·
Moederkruis ·
Kinderontvoeringen door nazi-Duitsland ·
Hilfswerk Mutter und Kind
Aktion T4 ·
Sonderbehandlung 14f13 ·
Kindereuthanasie ·
Generalplan Ost
Euthanasiecentrum Grafeneck · Euthanasiecentrum Hartheim · Euthanasiecentrum Hadamar · 

Euthanasiecentrum Bernburg · Euthanasiecentrum Brandenburg · Euthanasiecentrum Sonnenstein